# 張夢蟾
張夢蟾（1541年—？），字應光，號明陽，南直隸鳳陽府壽州衛旗籍（今屬安徽省）順天府宛平縣人。明朝官員。同進士出身。

## 生平
張夢蟾為嘉靖四十年（1561年）辛酉科應天府鄉試第六名舉人，萬曆二年（1574年）中式甲戌科會試第一百五十名，三甲二百二十名進士。次年授順天府固安縣知縣。歷升南京工部都水司郎中，進國子監祭酒俸。

## 家族
曾祖父張禮，曾任壽官；祖父張璉，曾任贈知縣；父親張沛，曾任衛知事。母王氏。严侍下。弟張夢蛟。

## 外部連結
- 张梦蟾——修城西北涵洞碑记略

| 官衔          | 官衔                                    | 官衔        |
| ------------- | --------------------------------------- | ----------- |
| 前任： 李宜春 | 順天府固安縣知縣 萬曆三年（1575年）上任 | 繼任： 王鑰 |